# Kleiner Schwarzer Dornhai
Der Kleine Schwarze Dornhai oder Samtbauchhai (Etmopterus spinax) ist eine Haiart aus der Familie der Laternenhaie (Etmopteridae). Das Verbreitungsgebiet dieser Art umfasst Teile des Ost-Atlantiks und reicht von Island sowie der Küste Norwegens und der Nordsee über die übrige Atlantikküste Europas bis nach Kamerun. Der Kleine Schwarze Dornhai kommt auch im westlichen Mittelmeer, bei den Azoren und Kapverden sowie – isoliert vom übrigen Verbreitungsgebiet – an der Atlantikküste Südafrikas vor. In der nördlichen Nordsee ist er recht häufig.

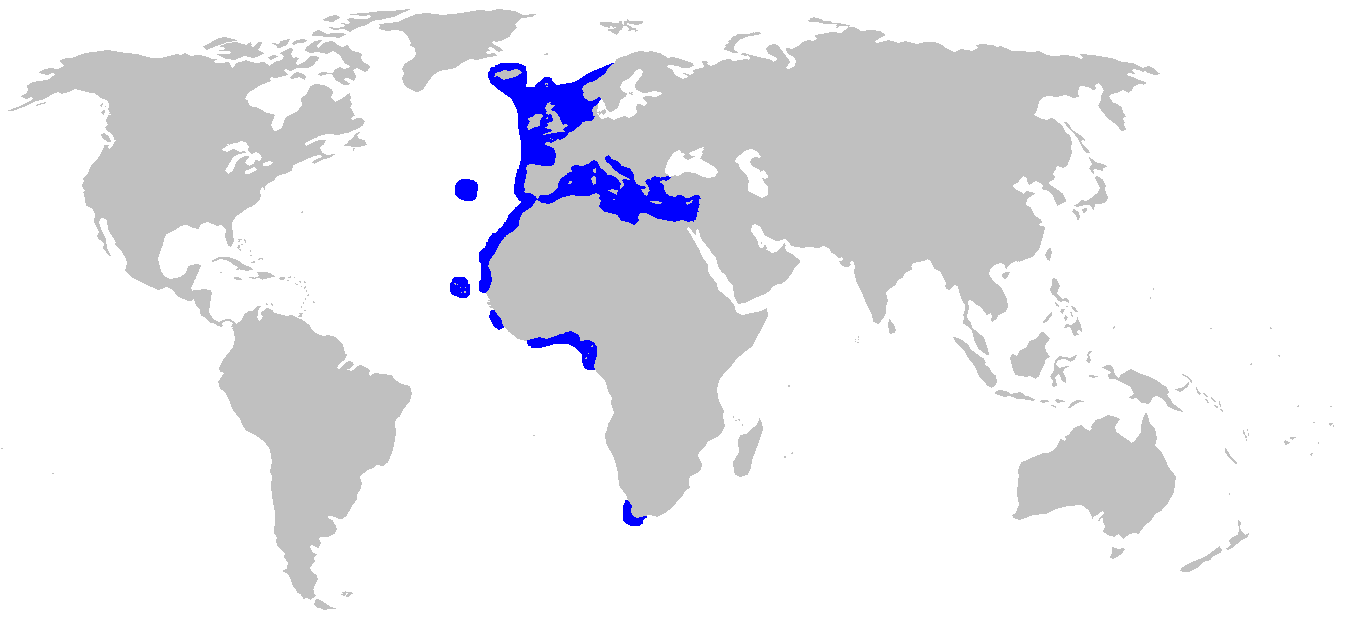
Verbreitungsgebiet des Kleinen Schwarzen Dornhais

## Aussehen und Merkmale
Der Kleine Schwarze Dornhai ist ein kleiner Hai mit einer Körperlänge von etwa 45 Zentimetern bei einer Maximallänge von 60 Zentimetern. Geschlechtsreif wird er mit einer Länge von 33 bis 36 Zentimetern. Er hat einen für Laternenhaie typischen langgestreckten Körper mit einem breiten und oberseits abgeflachten Kopf. Maul und Kiemenspalten sind innen schwarz. Die Zähne im Oberkiefer besitzen vier bis sieben Spitzen. Die Körperfarbe ist dunkelbraun mit einer dunkleren, fast schwarzen Unterseite. Pupille und Iris sind grün. An der Bauchseite besitzt er die für Laternenhaie typischen winzigen Leuchtorgane, die bei lebenden Tieren einen grünlichen Schimmer erzeugen.
Eine Afterflosse fehlt, den beiden Rückenflossen gehen die ordnungstypischen Stacheln voraus. Die erste Rückenflosse beginnt weit hinter den Brustflossen. Sie ist kleiner und flacher als die zweite und besitzt einen kleinen Dorn, während der Dorn der zweiten Rückenflosse kräftig ausgebildet und so hoch wie die Flosse ist. Wie alle Arten der Familie besitzen die Tiere fünf Kiemenspalten und ein Spritzloch hinter dem Auge.

## Lebensweise
Der Kleine Schwarze Dornhai lebt bodennah auf dem Kontinentalschelf und über den Kontinentalabhängen in Tiefen von 200 bis 500 Metern, maximal bis in Tiefen von 2490 Metern, und ist recht häufig. Er lebt teilweise in Schwärmen und ernährt sich von kleineren Fischen, Kopffüßern und Krebstieren. Über seine Lebensweise liegen nur wenig Daten vor. Er ist wie andere Arten der Ordnung lebendgebärend (ovovivipar). Pro Wurf werden 6 bis 20 Junghaie geboren, die dann eine Länge von 12 bis 14 cm haben.

## Gefährdung
Etmopterus spinax ist in der Roten Liste der IUCN als nicht gefährdet gelistet. Er hat als Speisefisch keine Bedeutung und wird entsprechend nicht gezielt befischt.

## Belege
1. ↑  Alessandro de Maddalena, Harald Bänsch: Haie im Mittelmeer, Franckh-Kosmos Verlags-GmbH, Stuttgart 2005; S. 106–108. ISBN 3-440-10458-3
2. ↑  Etmopterus spinax in der Roten Liste gefährdeter Arten der IUCN 2008. Eingestellt von: Coelho, R. Blasdale, T., Mancusi, C., Serena, F., Guallart, J., Ungaro, N., Litvinov, F., Crozier, P. & Stenberg, C., 2008. Abgerufen am 5. Juli 2011.